# Фіялка Зига
Фіялка Зига, фіалка Зіга (Viola sieheana) — вид рослин з родини фіалкових (Violaceae), поширений у південно-східній Європі й західній Азії.

## Опис
Багаторічна рослина 10–25 см. Листки широко-овальні, при основі неглибоко серцеподібні. Квітки блідо-блакитні або білуваті, 15–22 мм в діаметрі; шпора тупа, біла, 3–5 мм завдовжки.

## Поширення
Поширений у південно-східній Європі (Молдова, Україна, Болгарія, Греція, Румунія) й західній Азії (Кіпр, Ліван, Сирія, Туреччина).
В Україні вид зростає у лісах, чагарниках, на яйлах — у Криму.